# Kabinett Pohamba II
Das Kabinett Pohamba II bezeichnet die Regierung Namibias unter Staatspräsident Hifikepunye Pohamba in seiner zweiten Amtszeit vom 21. März 2010 bis 20. März 2015. Sie bestand aus Mitgliedern der regierenden SWAPO-Partei, die bei der Parlamentswahl 2009 eine 3/4-Mehrheit in der Nationalversammlung gewann.
Das Kabinett wurde aus dem Präsidenten, dem Premierminister, dem Stellvertretenden Premierminister und den durch den Präsidenten ernannten Ministern gebildet. Der Premierminister war der Regierungschef und erster Berater des Präsidenten, er koordinierte alle Regierungsbehörden, Ministerien und andere staatliche Behörden.
Eine weitreichende Kabinettsumbildung fand am 4. Dezember 2012 statt. Das ursprüngliche Kabinett vom 21. März 2010 wurde weitestgehend abgelöst.

## Kabinett
| Amt/Ministerium                                         | Foto                                         | Name                       | Partei | Staatssekretär Vizeminister                                                    | Partei |
| ------------------------------------------------------- | -------------------------------------------- | -------------------------- | ------ | ------------------------------------------------------------------------------ | ------ |
| Präsident                                               |                                              | Hifikepunye Pohamba        | SWAPO  | Albert Kawana (Minister für Präsidentschaftsangelegenheiten)                   | SWAPO  |
| Premierminister                                         |                                              | Hage Geingob               | SWAPO  | Marco Hausiku (Vizepremierminister)                                            | SWAPO  |
| Premierminister                                         | Nahas Angula bis 4. Dezember 2012            |                            | SWAPO  | Marco Hausiku (Vizepremierminister)                                            | SWAPO  |
| Arbeit und Soziales Ministerium für Arbeit und Soziales |                                              | Doreen Sioka               | SWAPO  | Alpheus Muheua (Vizeminister) George Simataa (Staatssekretär)                  | SWAPO  |
| Arbeit und Soziales Ministerium für Arbeit und Soziales | Immanuel Ngatjizeko bis 4. Dezember 2012     |                            | SWAPO  | Alpheus Muheua (Vizeminister) George Simataa (Staatssekretär)                  | SWAPO  |
| Äußeres Außenministerium                                |                                              | Netumbo Nandi-Ndaitwah     | SWAPO  | Peya Mushelenga (Vizeminister) Selma Ashipala-Musavyi(Staatssekretärin)        | SWAPO  |
| Äußeres Außenministerium                                | Utoni Nujoma bis 4. Dezember 2012            |                            | SWAPO  | Peya Mushelenga (Vizeminister) Selma Ashipala-Musavyi(Staatssekretärin)        | SWAPO  |
| Bergbau und Energie                                     |                                              | Isak Katali                | SWAPO  | Willem Isaak (Vizeminister) Kahijoro Kahuure (Staatssekretär)                  | SWAPO  |
| Bildung Bildungsministerium                             |                                              | David Namwandi             | SWAPO  | Silvia Makgone (Vizeministerin) Alfred Ilukena (Staatssekretär)                | SWAPO  |
| Finanzen Finanzministerium                              |                                              | Saara Kuugongelwa-Amadhila | SWAPO  | vakant seit 4. Dezember 2012 (Vizeminister) Ericah Shafudah (Staatssekretärin) | SWAPO  |
| Fischerei und Meeresressourcen                          |                                              | Bernhard Esau              | SWAPO  | Chief Samuel Ankama (Vizeminister) Ulitala Hiveluah (Staatssekretärin)         | SWAPO  |
| Gesundheit und Soziale Dienste                          |                                              | Richard Kamwi              | SWAPO  | Petrina Haingura (Vizeministerin) Andrew Ndishishi (Staatssekretär)            | SWAPO  |
| Gleichberechtigung und Kinderwohlfahrt                  |                                              | Rosalia Nghidinwa          | SWAPO  | Angelika Muharukua (Vizeministerin) Erastus Negonga (Staatssekretär)           | SWAPO  |
| Gleichberechtigung und Kinderwohlfahrt                  | Doreen Sioka bis 4. Dezember 2012            |                            | SWAPO  | Angelika Muharukua (Vizeministerin) Erastus Negonga (Staatssekretär)           | SWAPO  |
| Handel und Industrie                                    |                                              | Calle Schlettwein          | SWAPO  | Tjekero Tweya (Vizeminister) Malan Lindeque (Staatssekretär)                   | SWAPO  |
| Handel und Industrie                                    | Hage Geingob bis 4. Dezember 2012            |                            | SWAPO  | Tjekero Tweya (Vizeminister) Malan Lindeque (Staatssekretär)                   | SWAPO  |
| Information und Kommunikationstechnologie               |                                              | Joel Kaapanda              | SWAPO  | Stanley Simataa (Vizeminister) Mbeuta Ua-Ndjarakana (Staatssekretär)           | SWAPO  |
| Innere Angelegenheiten und Einwanderung                 |                                              | Pendukeni Iivula-Ithana    | SWAPO  | Elia Kaiyamo (Vizeminister) Patrick Nandago (Staatssekretär)                   | SWAPO  |
| Innere Angelegenheiten und Einwanderung                 | Rosalia Nghidinwa bis 4. Dezember 2012       |                            | SWAPO  | Elia Kaiyamo (Vizeminister) Patrick Nandago (Staatssekretär)                   | SWAPO  |
| Jugend, Nationaldienste, Sport und Kultur               |                                              | Jerry Ekandjo              | SWAPO  | Juliet Kavetuna (Vizeministerin) Peingeondjabi Shipoh (Staatssekretär)         | SWAPO  |
| Jugend, Nationaldienste, Sport und Kultur               | Kazenambo Kazenambo bis 4. Dezember 2012     |                            | SWAPO  | Juliet Kavetuna (Vizeministerin) Peingeondjabi Shipoh (Staatssekretär)         | SWAPO  |
| Justiz                                                  |                                              | Utoni Nujoma               | SWAPO  | Tommy Nambahu (Vizeminister) ? (Staatssekretär)                                | SWAPO  |
| Justiz                                                  | Pendukeni Iivula-Ithana bis 4. Dezember 2012 |                            | SWAPO  | Tommy Nambahu (Vizeminister) ? (Staatssekretär)                                | SWAPO  |
| Ländereien und Umsiedlung                               |                                              | Alpheus ǃNaruseb           | SWAPO  | Theo Diergaardt (Vizeminister) Lidwina Shapwa (Staatssekretärin)               | SWAPO  |
| Landwirtschaft, Wasser und Forstwirtschaft              |                                              | John Mutorwa               | SWAPO  | Lempy Lucas (Vizeministerin) Joseph Iita (Staatssekretär)                      | SWAPO  |
| Öffentliche Arbeit und Verkehr                          |                                              | Erkki Nghimtina            | SWAPO  | Kilus Nguvauva (Vizeminister) Peter Mwatile (Staatssekretär)                   | SWAPO  |
| Regionales, Wohnbau und Ländliche Entwicklung           |                                              | Charles Namoloh            | SWAPO  | P. Beukes (Vizeministerin) Nghidinwa Daniel (Staatssekretär)                   | SWAPO  |
| Regionales, Wohnbau und Ländliche Entwicklung           | Jerry Ekandjo bis 4. Dezember 2012           |                            | SWAPO  | P. Beukes (Vizeministerin) Nghidinwa Daniel (Staatssekretär)                   | SWAPO  |
| Sicherheit                                              |                                              | Immanuel Ngatjizeko        | SWAPO  | Erastus Uutoni (Vizeminister) Samuel Goagoseb (Staatssekretär)                 | SWAPO  |
| Sicherheit                                              | Nangolo Mbumba bis 4. Dezember 2012          |                            | SWAPO  | Erastus Uutoni (Vizeminister) Samuel Goagoseb (Staatssekretär)                 | SWAPO  |
| Umwelt und Tourismus                                    |                                              | Uahekua Herunga            | SWAPO  | Pohamba Shifeta (Vizeminister) K. Shangula (Staatssekretär)                    | SWAPO  |
| Umwelt und Tourismus                                    | Netumbo Nandi-Ndaitwah bis 4. Dezember 2012  |                            | SWAPO  | Pohamba Shifeta (Vizeminister) K. Shangula (Staatssekretär)                    | SWAPO  |
| Verteidigung                                            |                                              | Nahas Angula               | SWAPO  | Petrus Iilonga (Vizeminister) Petrus Shivute (Staatssekretär)                  | SWAPO  |
| Verteidigung                                            | Charles Namoloh bis 4. Dezember 2012         |                            | SWAPO  | Petrus Iilonga (Vizeminister) Petrus Shivute (Staatssekretär)                  | SWAPO  |
| Veteranenangelegenheiten                                |                                              | Nickey Iyambo              | SWAPO  | Hilma Nicanor (Vizeministerin)                                                 | SWAPO  |

Quelle: